# Monasterio de Drepung

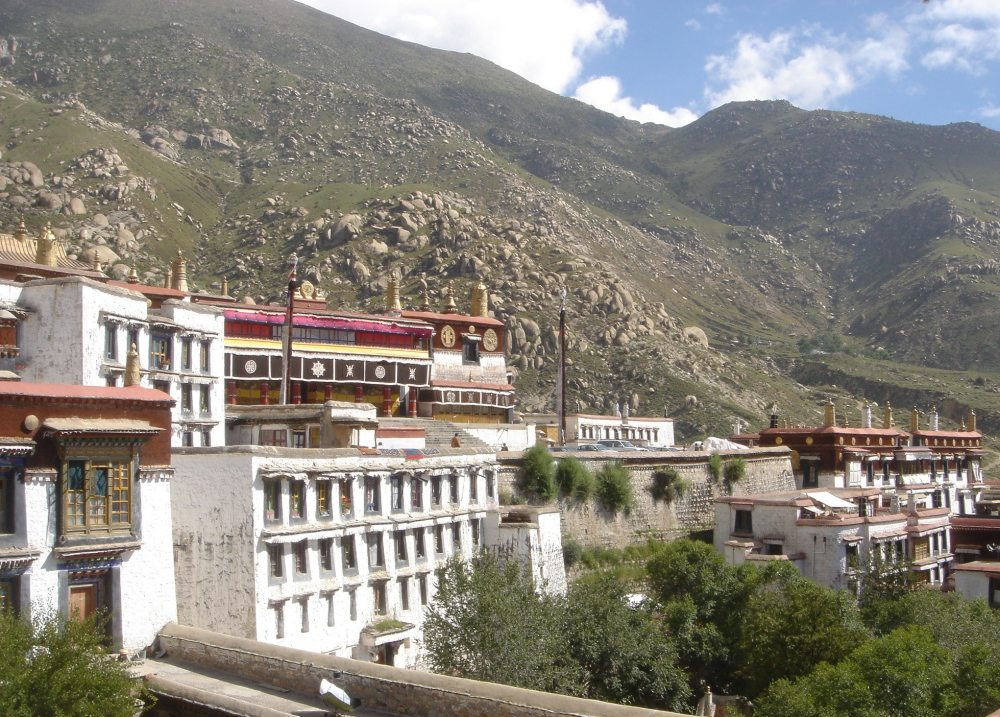
Monasterio de Drepung

El monasterio de Drepung (literalmente "montón de arroz") es uno de los tres grandes monasterios tibetanos pertenecientes a la escuela Gelug de budismo. Los otros dos son Ganden y Sera. Está situado a los pies del monte Gephel, a 5 km del extremo occidental de Lhasa.
El expedicionario inglés Freddie Spencer Chapman, que visitó el Tíbet entre 1936 y 1937, lo consideró el monasterio más grande del mundo, con 7.700 monjes, que en ocasiones llegaban a los diez mil.
Fue fundado en 1416 por Jamyang Choge Tashi Palden, uno de los principales discípulos de Je Tsongkhapa, fundador de la escuela Gelug.

Monasterio de Drepung
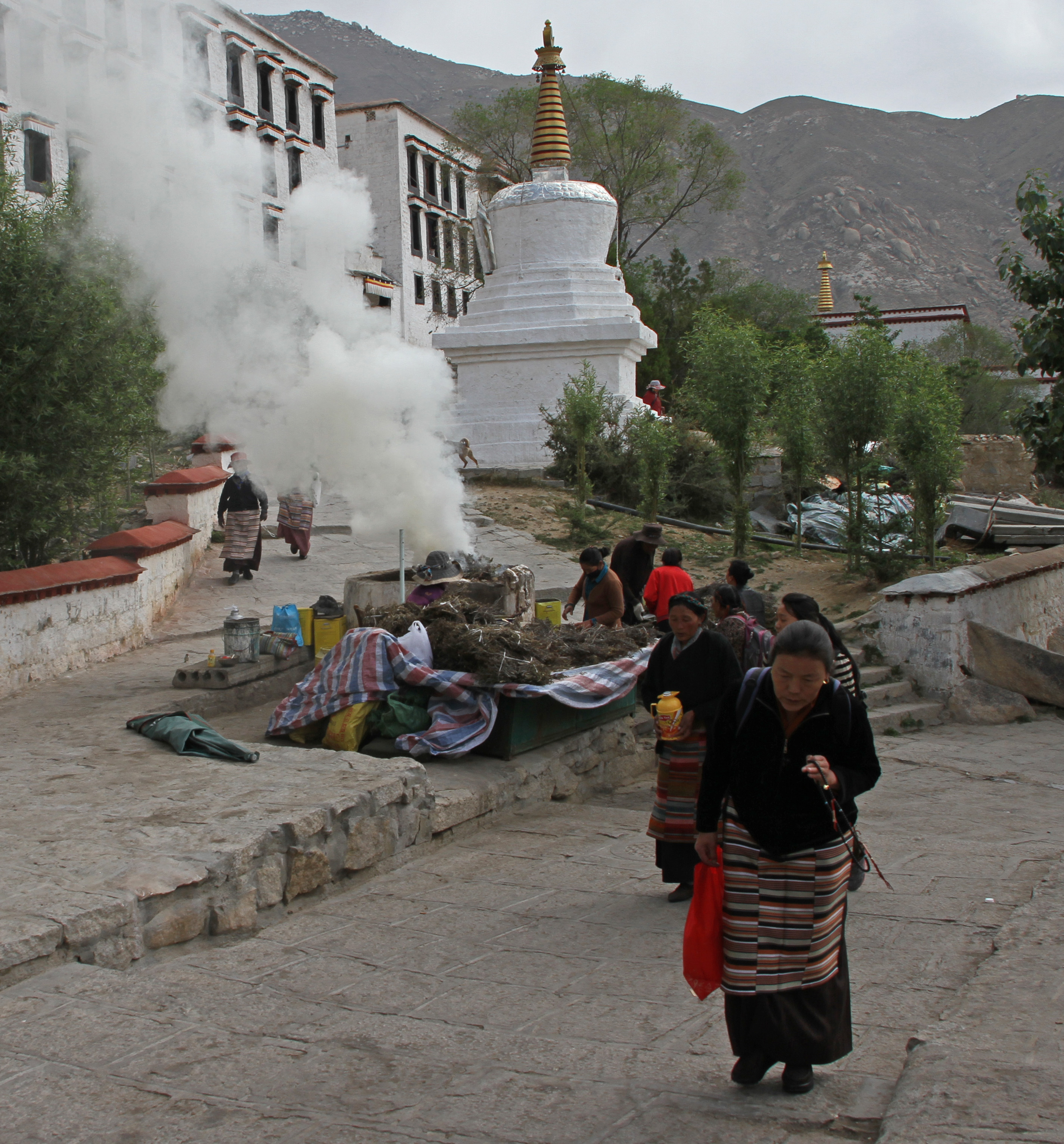
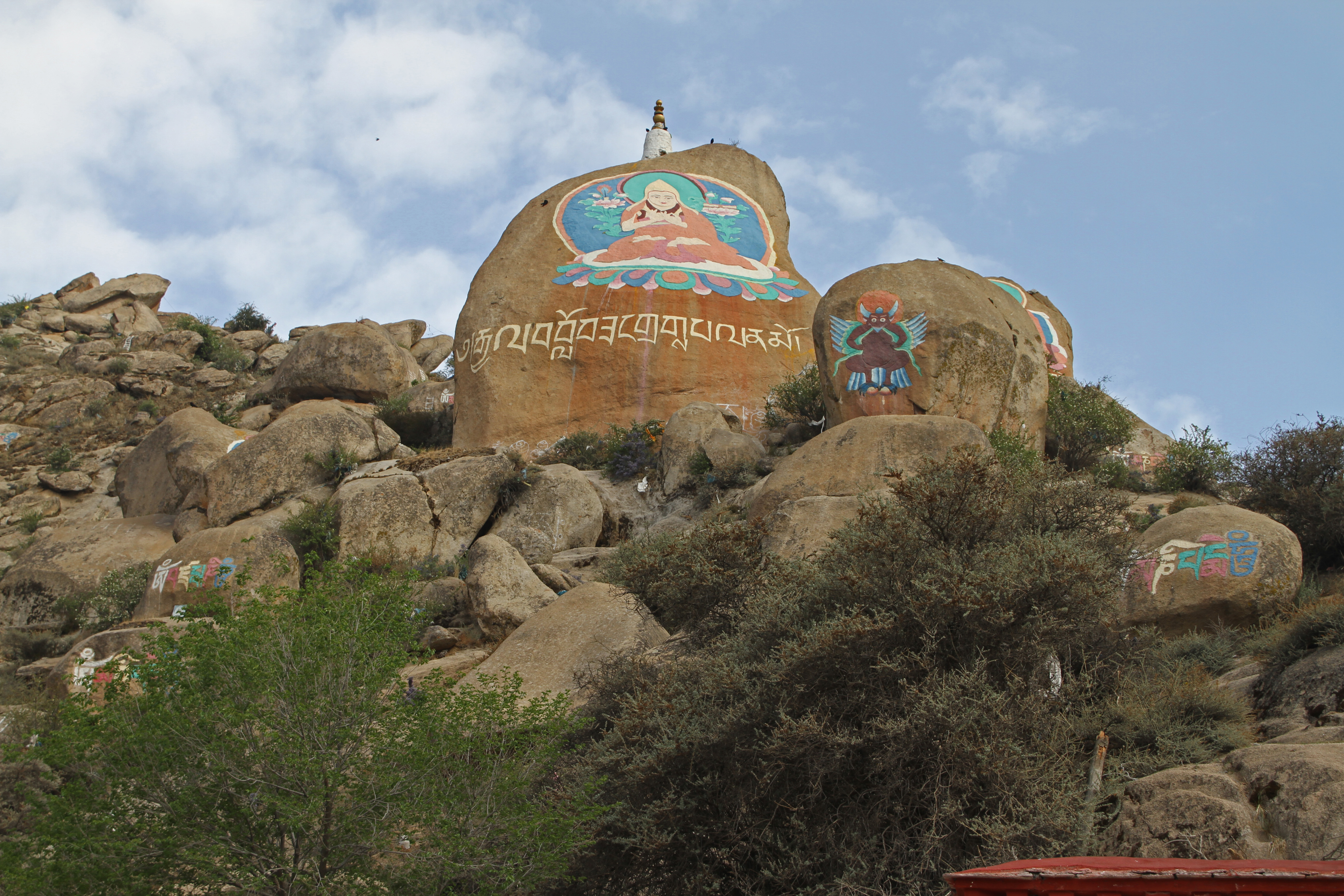
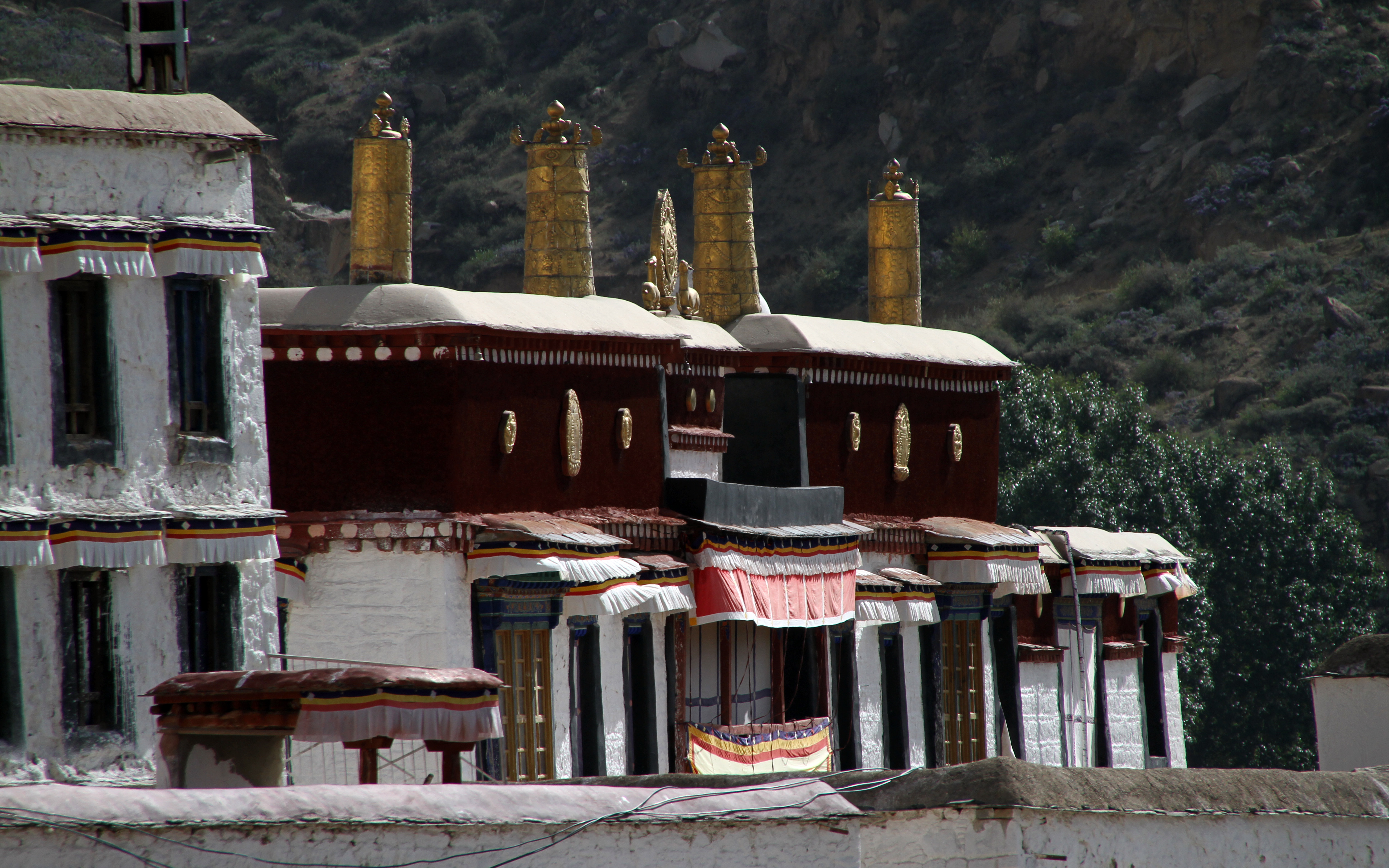
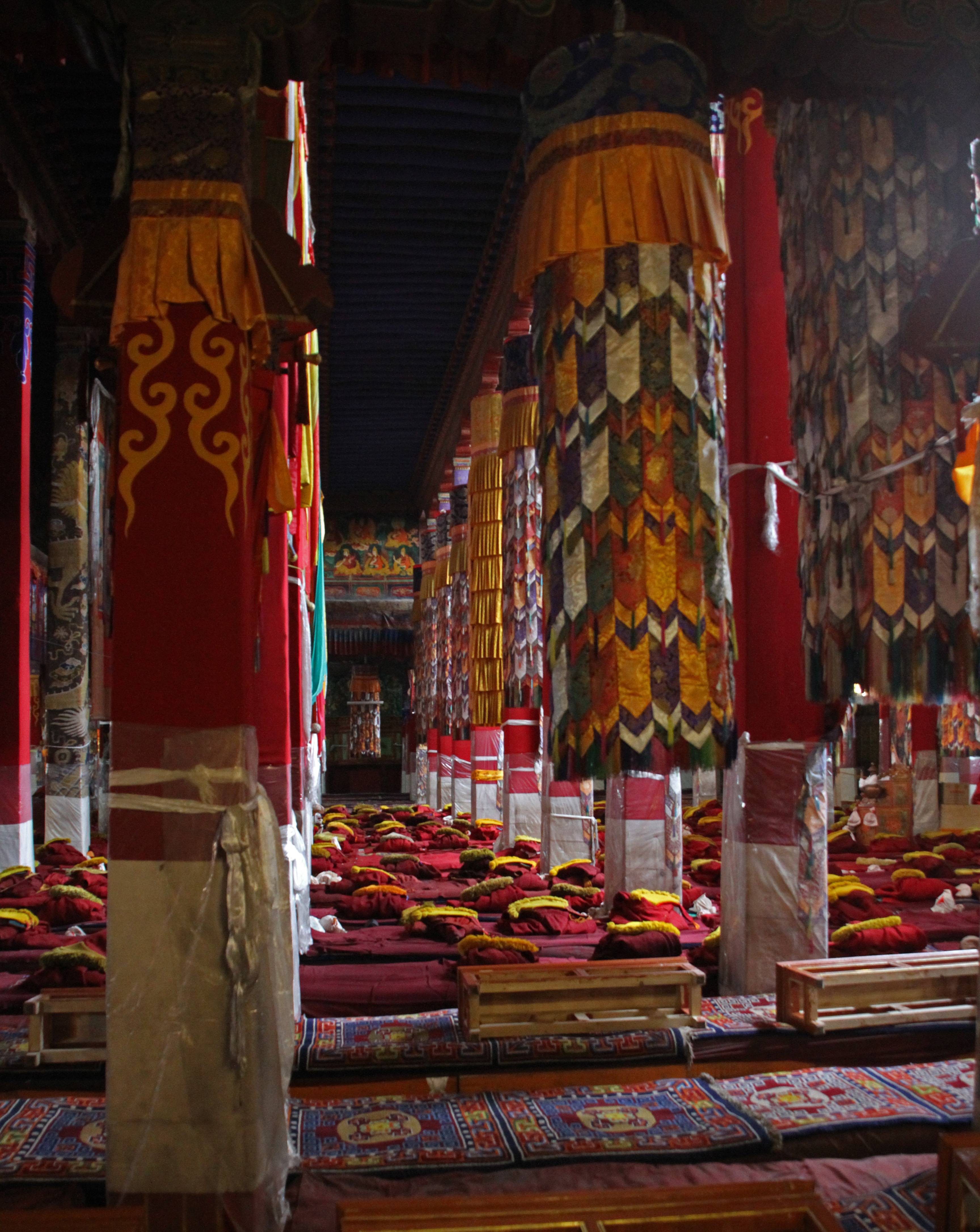
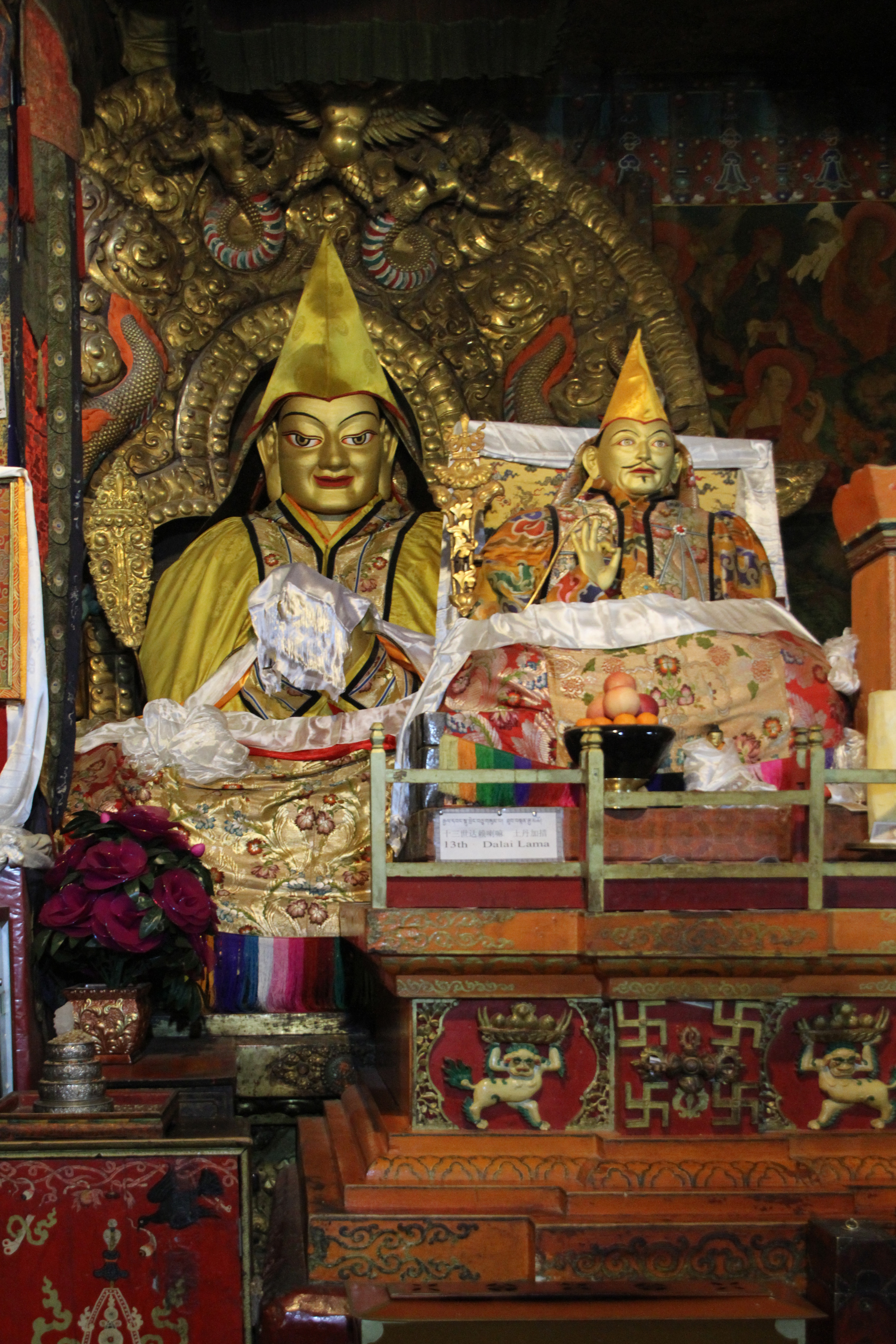
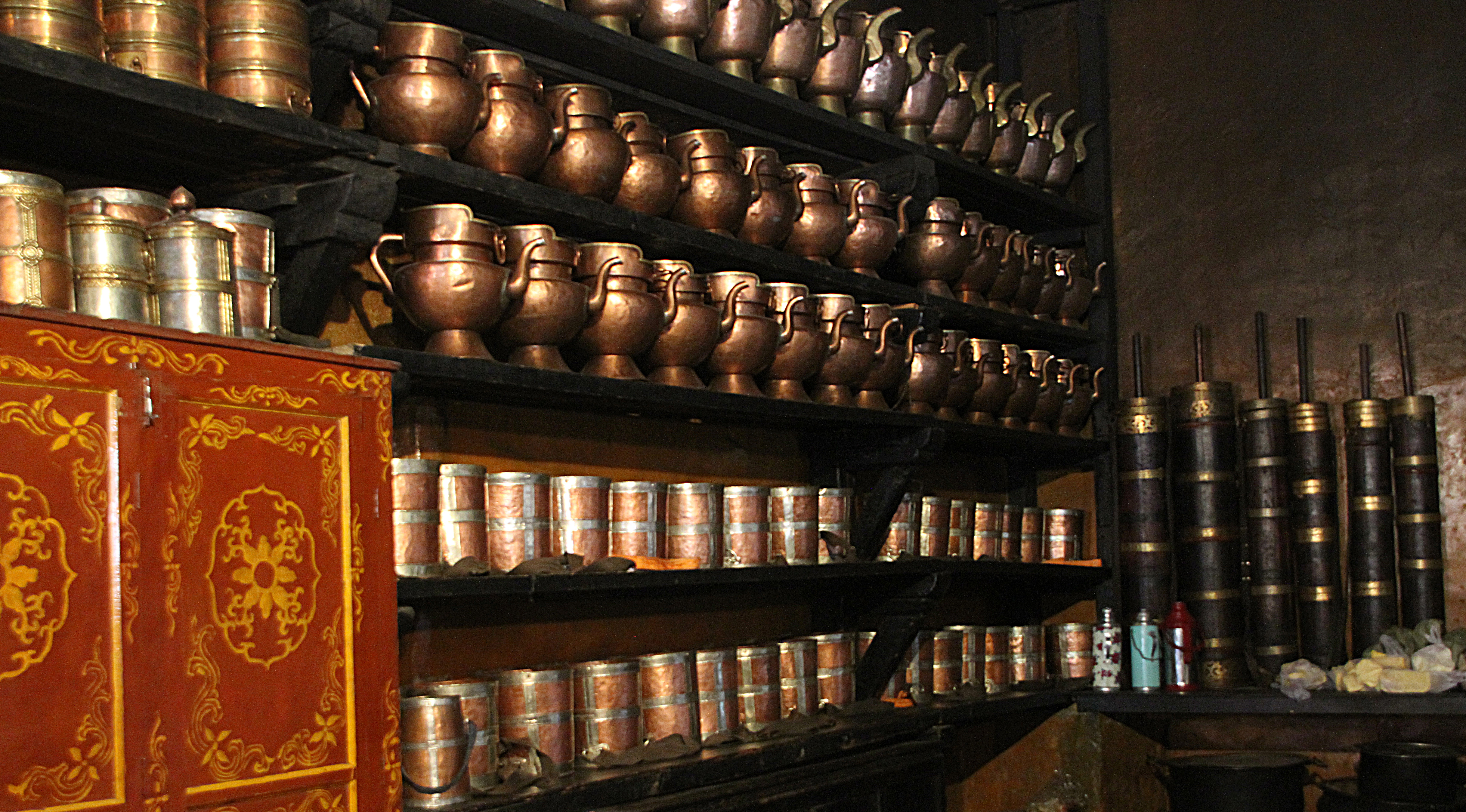